# Cineto de Quíos
Cineto (en griego: Κύναιθος "kínetos") de Quíos era un rapsoda, miembro de los Homéridas. Algunos lo consideran un posible compositor del Himno Homérico a Apolo.
La fuente principal sobre Cineto es un escolio a la segunda oda nemea de Píndaro. La escuela de Cineto era prominente en el ámbito de los Homéridas y muchas de sus composiciones fueron firmadas bajo el nombre de Homero, siendo Cineto el autor de algunos himnos. Se dice que fue el primero en recitar los poemas homéricos en Siracusa en la olimpíada 69° (años 504-501 a. C.), aunque algunos han considerado esta fecha demasiado tardía.
Eustacio de Tesalónica escribió que Cineto fue un gran impulsor de los poemas de Homero, pero a su vez también lo menciona como falsificador de muchos de esos versos, para así expresar sus ideas bajo un pseudónimo falso.